# ماكيماكي
ميكميك (بالإنجليزية: Makemake) (الرمز: ) يُعرف بـ«136472 ميكميك»، هو ثالث كوكب قزم من حيث الحجم ضمن النظام الشمسي وواحد من أكبر جرمين في حزام كايبر الكلاسيكي. يبلغ قطره ثلاثة أرباع قطر بلوتو اكتشف منظار هابل قمرا يدور حوله يسمى MK2. متوسط حرارته منخفض جداً ويبلغ حوالي 30 كلفن. يتكون سطحه من الميثان والإيثان ومن المحتمل أنه يحتوي على جليد النتروجين.
اكتشف في 31 آذار/مارس 2005 من قِبل فريق علمي يقوده مايكل بروان. وأُعلن عنه في 29 حزيران 2005.

## اكتشافه

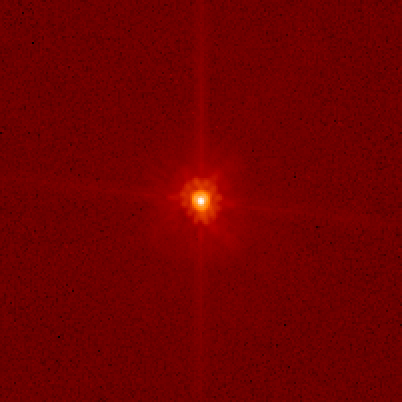
صورة للكوكب القزم ميكميك، التقطها مقراب هبل الفضائي في 20 تشرين الثاني/نوفمبر 2006.

اكتشف في 31 أذار/مارس 2005، من قِبل فريق علمي في مرصد بالومار (Palomar Observatory) بقيادة مايكل براون، وأعلن عنه في 29 حزيران 2005. وقد أعلن عن اكتشاف إيريس في اليوم نفسه، بعد الإعلان عن هاوميا قبل يومين.
وعلى الرغم من لمعانه النسبي (فلمعانه يبلغ حوالي خمس لمعان بلوتو)، لم يتم اكتشافه بسرعة، وتم بعد اكتشاف العديد من أجرام حزام كايبر ذات اللمعان الأقل بكثير. وتجري معظم عمليات البحث عن كواكب صغيرة قريبة نسبياً من مسار الشمس (Ecliptic)، ويرجع ذلك إلى زيادة احتمالات العثور على الأجرام هناك.
في يوليو 2008،، ووفقا لقواعد الاتحاد الفلكي الدولي بشأن تسمية أجسام حزام كويبر، أعطي الكوكب القزم اسم الخالق المعبود ماكيماكي، خالق البشر وإله الخصوبة في أسطورة لدي شعب رابا نوي، السكان الأصليين لجزيرة الفصح.
في شهر ديسمبر عام 2015، كان بعد ماكيماكي 52.4 وحدة فلكية والتي تساوي (7.84 × 109 كم) من الشمس، ماكيماكي يتبع مدار مشابه جدا لذلك الذي للكوكب القزم هوميا فهو يميل للغاية ل 29 درجة وانحرافه معتدل حوالي 0.16 ، ومع ذلك، مدار ماكيماكي أبعد قليلا عن الشمس من حيث كل من الأوج والحضيض. الفترة المدارية للكوكب القزم يقرب من 310 عاما، وهو أكثر من بلوتو والذي تساوي فيه السنة 248 عاماً و 283 سنة للكوكب القزم هوميا.

## قمر ماكيماكي

السهم يشير للقمر م ك 2

في 26 أبريل 2016 و أثناء فحصه لنظامنا الشمسي عن كثب، رصد تلسكوب هابل التابع لوكالة الفضاء الأمريكية ناسا قمراً صغيراً مظلماً ( في الصورة السهم يشير للقمر mk2) يدور حول الكوكب القزم ماكيماكي MakeMake، ثاني ألمع الكواكب القزمة الجليدية الموجودة في حزام كايبر - بعد بلوتو. وقد لاحظ العلماء أن هذا القمر، والذي يُرمز له بالرمز إس/2015 (136472) 1 ويُلقّب بـ MK 2، هو أخفتُ من كوكب ماكيماكي بأكثر من 1,300 مرة.

## الصفات الفيزيائية
ماكيماكي هو الآن بصرياً ثاني أسطع أجرام حزام كويبر بعد بلوتو والذي لديه قدر ظاهري يساوي 17 ، وهو ساطع كفاية ليكون مرئياً بتليسكوب للهواه.
الجمع بين قياسات الأشعة تحت الحمراء باستخدام مقراب سبيتزر الفضائي ومقراب هيرشل الفضائي مع وجة التشابه بين طيف بلوتو وطيف ماكيماكي أسفر عن تقدير قطر ماكيماكي ليكون من 1360 إلى 1480 كيلومتر.